# Aleksandr Boeblik
Aleksandr Stanislavovitsj Boeblik (Russisch: Алекса́ндр Станисла́вович Бу́блик) (Gatsjina, 17 juni 1997) is een Kazachse tennisser van Russische oorsprong.

## Palmares
| Legenda                       | Legenda               |
| ----------------------------- | --------------------- |
| Grand Slam                    |                       |
| Olympische Spelen             |                       |
| tot 2009                      | vanaf 2009            |
| Tennis Masters Cup            | ATP Finals            |
| ATP Masters Series            | ATP Tour Masters 1000 |
| ATP International Series Gold | ATP Tour 500          |
| ATP International Series      | ATP Tour 250          |

### Enkelspel
| Nr.                  | Datum             | Toernooi        | Ondergrond    | Tegenstanders in finale | Score               | Details |
| -------------------- | ----------------- | --------------- | ------------- | ----------------------- | ------------------- | ------- |
| Gewonnen finales     |                   |                 |               |                         |                     |         |
| 1.                   | 6 februari 2022   | ATP Montpellier | Hardcourt (i) | Alexander Zverev        | 6-4, 6-3            | Details |
| 2.                   | 25 juni 2023      | ATP Halle       | Gras          | Andrej Roebljov         | 6-3, 3-6, 6-3       | Details |
| 3.                   | 22 oktober 2023   | ATP Antwerpen   | Hardcourt (i) | Arthur Fils             | 6-4, 6-4            | Details |
| Verloren finales     |                   |                 |               |                         |                     |         |
| 1.                   | 21 juli 2019      | ATP Newport     | Gras          | John Isner              | 6-7(2), 3-6         | Details |
| 2.                   | 29 september 2019 | ATP Chengdu     | Hardcourt     | Pablo Carreño Busta     | 7-6(5), 4-6, 6-7(3) | Details |
| 3.                   | 13 januari 2021   | ATP Antalya     | Hardcourt     | Alex de Minaur          | 0-2 opgave          | Details |
| 4.                   | 28 februari 2021  | ATP Singapore   | Hardcourt (i) | Alexei Popyrin          | 6-4, 0-6, 2-6       | Details |
| 5.                   | 17 juli 2022      | ATP Newport     | Gras          | Maxime Cressy           | 6-2, 3-6, 6-7(3)    | Details |
| 6.                   | 25 september 2022 | ATP Metz        | Hardcourt (i) | Lorenzo Sonego          | 6-7(3), 2-6         | Details |
| Gewonnen challengers |                   |                 |               |                         |                     |         |
| 1.                   | 25 februari 2017  | Cuernavaca      | Hardcourt     | Nicolás Jarry           | 7-6(5), 6-4         |         |
| 2.                   | 13 augustus 2017  | Aptos           | Hardcourt     | Liam Broady             | 6-2, 6-3            |         |
| 3.                   | 11 november 2018  | Bratislava      | Hardcourt (i) | Lukáš Rosol             | 6-4, 6-4            |         |
| 4.                   | 10 februari 2019  | Boedapest       | Hardcourt (i) | Roberto Marcora         | 6-0, 6-3            |         |
| 5.                   | 3 maart 2019      | Pau             | Hardcourt (i) | Norbert Gombos          | 5-7, 6-3, 6-3       |         |
| 6.                   | 7 april 2019      | Monterrey       | Hardcourt     | Emilio Gómez            | 6-3, 6-2            |         |

### Dubbelspel
| Nr.                          | Datum        | Toernooi      | Ondergrond | Partner         | Tegenstanders in finale             | Score            | Details |
| ---------------------------- | ------------ | ------------- | ---------- | --------------- | ----------------------------------- | ---------------- | ------- |
| Verloren finales herendubbel |              |               |            |                 |                                     |                  |         |
| 1.                           | 12 juni 2021 | Roland Garros | Gravel     | Andrej Goloebev | Pierre-Hugues Herbert Nicolas Mahut | 6-4, 6-7(1), 4-6 | Details |

## Prestatietabel
| Legenda | Legenda                          |
| ------- | -------------------------------- |
| g.t.    | geen toernooi gehouden           |
| l.c.    | lagere categorie                 |
| –       | niet deelgenomen                 |
| G       | uitgeschakeld in de groepsfase   |
| 1R      | uitgeschakeld in de eerste ronde |
| 2R      | uitgeschakeld in de tweede ronde |
| 3R      | uitgeschakeld in de derde ronde  |
| 4R      | uitgeschakeld in de vierde ronde |
| KF      | uitgeschakeld in de kwartfinale  |
| HF      | uitgeschakeld in de halve finale |
| F       | de finale verloren               |
| W       | het toernooi gewonnen            |
| w-v     | winst/verlies-balans             |

### Enkelspel
| Grandslamtoernooien  |      |      |      |      |      |      |      |   |
| Australian Open      | 2R   | –    | –    | 1R   | 2R   | 2R   | 1R   |   |
| Roland Garros        | –    | –    | 2R   | 2R   | 1R   | 2R   | 1R   |   |
| Wimbledon            | 1R   | –    | 1R   | g.t. | 3R   | 3R   | 4R   |   |
| US Open              | –    | –    | 3R   | 1R   | 2R   | 2R   | 1R   |   |
| ATP Masters 1000     |      |      |      |      |      |      |      |   |
| Indian Wells         | –    | –    | –    | g.t. | –    | 3R   | 1R   |   |
| Miami                | –    | –    | 2R   | g.t. | KF   | 3R   | 1R   |   |
| Monte Carlo          | –    | –    | –    | g.t. | 1R   | 2R   | 1R   |   |
| Madrid               | –    | –    | –    | g.t. | KF   | 1R   | 2R   |   |
| Rome                 | –    | –    | –    | 1R   | 1R   | 1R   | 3R   |   |
| Montreal/Toronto     | –    | –    | –    | g.t. | 2R   | 1R   | 1R   |   |
| Cincinnati           | –    | –    | –    | 1R   | 2R   | –    | –    |   |
| Shanghai             | –    | –    | 1R   | g.t. | g.t. | g.t. | –    |   |
| Parijs               | –    | –    | –    | 1R   | 2R   | 1R   | 3R   |   |
| Olympische Spelen    |      |      |      |      |      |      |      |   |
| Olympische Spelen    | g.t. | g.t. | g.t. | g.t. | 1R   | g.t. | g.t. |   |
| statistieken         |      |      |      |      |      |      |      |   |
| totaal aantal titels | 0    | 0    | 0    | 0    | 0    | 1    | 2    | 0 |
| eindejaarsranking    | 117  | 162  | 56   | 50   | 36   | 37   | 32   |   |

### Dubbelspel
| Grandslamtoernooien  |      |      |      |      |      |   |
| Australian Open      | –    | HF   | 3R   | 1R   |      |   |
| Roland Garros        | –    | 1R   | F    | 3R   | 1R   |   |
| Wimbledon            | 2R   | g.t. | 1R   | –    | –    |   |
| US Open              | 1R   | –    | –    | 2R   | –    |   |
| ATP Masters 1000     |      |      |      |      |      |   |
| Indian Wells         | –    | g.t. | –    | –    | –    |   |
| Miami                | –    | g.t. | 1R   | 1R   | 2R   |   |
| Monte Carlo          | –    | g.t. | 1R   | 1R   | –    |   |
| Madrid               | –    | g.t. | 2R   | 1R   | –    |   |
| Rome                 | –    | –    | 1R   | 1R   | –    |   |
| Montreal/Toronto     | –    | g.t. | 2R   | –    | 1R   |   |
| Cincinnati           | –    | –    | 1R   | –    | –    |   |
| Shanghai             | –    | g.t. | g.t. | g.t. | –    |   |
| Parijs               | –    | –    | 1R   | –    | –    |   |
| Olympische Spelen    |      |      |      |      |      |   |
| Olympische Spelen    | g.t. | g.t. | 1R   | g.t. | g.t. |   |
| statistieken         |      |      |      |      |      |   |
| totaal aantal titels | 0    | 0    | 0    | 0    | 0    | 0 |
| eindejaarsranking    | 320  | 90   | 48   | 170  | 223  |   |